# Заверуха Віталій Степанович
Віталій Степанович Заверуха (28 травня 1984 — 10 квітня 2023, біля с. Давидів Брід, Херсонська область) — український волонтер, військовослужбовець, сержант Збройних сил України, учасник російсько-української війни. Член УНСО. Почесний громадянин міста Тернополя (2023, посмертно).

## Життєпис
Віталій Заверуха народився 28 травня 1984 року.
Учасник Революції гідності.
У 2014 році пішов воювати добровольцем. Служив у складі 54-го окремого розвідувального батальйону та 131-го окремого розвідувального батальйону. Побратим Ігоря Крочака.
Був волонтером громадської організації «Схід і Захід єдині назавжди».
Від початку повномасштабного російського вторгнення в Україну знову на фронті. Служив командиром гармати артилерійського взводу. Загинув 10 квітня 2023 року біля с. Давидів Брід на Херсонщині.
Похований 18 квітня 2023 року на Алеї Героїв Микулинецького цвинтаря м. Тернополя.
Залишилися батьки.

## Нагороди
- почесний громадянин міста Тернополя (28 квітня 2023, посмертно) — за вагомий особистий вклад у становленні української державності та особисту мужність і героїзм у виявленні у захисті державного суверенітету та територіальної цілісності України[1].